# Кристенсен, Бьорн
Бьорн Кристенсен (англ. Bjorn Kristensen; 5 апреля 1993, Марсашлокк, Мальта) — мальтийский футболист, полузащитник клуба «Хибернианс» и сборной Мальты.

## Биография

### Ранние годы
Родился в 1993 году в городе Марсашлокк. Отец Бьорна — датчанин, а мать мальтийка. Родители познакомились на Мальте и с тех пор живут здесь, а его бабушка и дедушка по отцовской линии остались в Дании. В подростковом возрасте Кристенсен переехал в Данию, где занимался в футбольной школе «Hessel Gods», а позже перешёл в юношескую команду «Силькеборга». Тем не менее, в 2010 году он решил вернуться на Мальту.

### «Хибернианс»
Профессиональную карьеру начал в сезоне 2010/11 в составе клуба «Хибернианс», за который в свой дебютный сезон сыграл 17 матчей и забил 2 гола в чемпионате Мальты. Начиная со следующего сезона стал твёрдым игроком основы. В 2012 и 2013 годах становился обладателем Кубка Мальты, а в сезоне 2014/15 впервые стал чемпионом страны. В дальнейшем клуб повторил это достижение в сезоне 2016/17, а также был близок чемпионству в сезоне 2018/19, когда «Хибернианс» набрал одинаковое количество очков с клубом «Валлетта», но в золотом матче уступил последнему в серии пенальти.

### Карьера в сборной
В 2011-13 годах выступал за молодёжную сборную Мальты, в составе которой принимал участие в отборочном турнире чемпионата Европы 2013.
За основную сборную Мальты дебютировал 29 февраля 2012 года в товарищеском матче со сборной Лихтенштейна, в котором отыграл первый тайм и был заменён в перерыве. Регулярно вызывался в сборную с 2014 по 2017 год и вновь с 2020 года.

## Достижения
«Хибернианс»
- Чемпион Мальты (2): 2014/15, 2016/17
- Обладатель Кубка Мальты (2): 2011/12, 2012/13
- Обладатель Суперкубка Мальты: 2015

### Личные
- Футболист года на Мальте: 2017